# Herbert Wendt
Herbert Wendt (16 de maio de 1914 em Düsseldorf - 26 de junho de 1979 em Baden-Baden) foi um escritor alemão. Além de sua obra literária, Wendt foi autor de numerosas obras nas áreas de zoologia, antropologia e arqueologia . Seu legado científico duradouro inclui, principalmente, seu best-seller internacional À Procura de Adão (Ich suchte Adam) e as obras de referência por ele supervisionadas, "A Vida Animal de Grzimek" (Grzimeks Tierleben) e "Enciclopédia Kindler do Homem" (Kindlers Enzyklopädie Der Mensch).

## Vida e obra
Desde a mais tenra infância, Herbert Wendt dedicou-se ao estudo do mundo animal e vegetal ao seu redor, buscando, ao longo de sua vida, expressar literariamente o ecossistema.
Após concluir o ensino médio em Düsseldorf na primavera de 1933, Herbert Wendt estudou germanística e ciências naturais, além de realizar um exame de dramaturgia. Em 1939, publicou seu primeiro romance intitulado "Trennende Gitter". Um ano depois, lançou o romance "Der Forst der sieben Hügel". Posteriormente, surgiram narrativas influenciadas por seus estudos biológicos, como "Füchse vom Lehmberg" (1940) e "Marder im Tann" (1943) .
Em 1939, Herbert Wendt foi convocado como correspondente de guerra para a Marinha, escrevendo durante esse período numerosas reportagens, bem como um livro solicitado pela liderança naval, intitulado "Der Kampf um die Ostsee" (A Luta pelo Mar Báltico) em 1943, que narrava a conquista dos Estados Bálticos no verão de 1941. O Vice-almirante Adolf Pfeffer contribuiu com o prefácio para esta obra. Após ser gravemente ferido perto de Creta, Wendt retornou a Berlim à sua família em 1943.
Após o fim da guerra, foi membro do Comitê Antifascista em Berlim e escreveu para a editora Aufbau. Por meio de sua atividade como escritor e do trabalho de sua esposa, a escritora e jornalista Ingeborg Wendt, ele entrou em contato próximo com Lion Feuchtwanger e Arnold Zweig, e posteriormente com Bertolt Brecht. Nos anos seguintes, uma correspondência ativa se desenvolveu, fortalecida por numerosas visitas. Em 1946, ele publicou a coletânea de novelas "Reifeprüfung", na qual ele abordou criticamente o nazismo. Ele descreveu, com nuances autobiográficas, a vida de estudantes do ensino médio e universitários na época após 1933, assim como seu comportamento complexo entre adaptação e distância crítica à ideologia nazista. No mesmo ano, sua narrativa "Adrian und die Hermeline" foi publicada. Além disso, nos anos de 1946 e 1949, ele lançou as peças teatrais "Ein Körnlein Salz", "Ein reizender Abend" e "Das Regiment der Mäuse".
Para evitar uma iminente prisão pelas autoridades da zona de ocupação soviética, Wendt fugiu em 1947 com sua família, inicialmente para Düsseldorf e depois para Baden-Baden, onde um de seus editores estava estabelecido. Nos anos seguintes, ele escreveu as narrativas "Sebastian und die Hirsche" (1949) e "Entdeckungsfahrt durchs Robbenmeer" (1952), bem como os romances "Das Meer der Sonne" (1950) e "Das Schiff der Verdammten" (1952). Com o seu best-seller À Procura de Adão, que aborda a história da descoberta do homem, Herbert Wendt alcançou reconhecimento internacional em 1953. O livro foi traduzido para cerca de vinte idiomas e nos EUA foi agraciado como "Book of the Month" em agosto de 1956, sendo o segundo livro alemão a receber tal honra após a guerra . À Procura de Adão teve grandes tiragens e foi publicado em edições aprimoradas ao longo das décadas seguintes.
1. ↑  «Herbert Wendt - Munzinger Biographie». Munzinger. Consultado em 9 de junho de 2024
2. ↑  Vgl. The Publishers Weekly Band 169 (1956), S. 2330.